# Lepidodexia villipes
Lepidodexia villipes är en tvåvingeart som först beskrevs av Carroll William Dodge 1965.  Lepidodexia villipes ingår i släktet Lepidodexia och familjen köttflugor.
Artens utbredningsområde är Jamaica. Inga underarter finns listade i Catalogue of Life.